# Alessio Tacchinardi
Alessio Tacchinardi (Crema, 23 juli 1975) is een voormalig Italiaans profvoetballer die het grootste gedeelte van zijn carrière voor Juventus speelde. Hij behaalde met die club vier Champions League-finales, waarvan er één werd gewonnen. Tacchinardi is een van de vijftig Juventus-legendes waarvan de naam verscheen in het nieuwe Juventus Stadium.

## Clubcarrière

### Atalanta Bergamo
Tacchinardi begon zijn professionele loopbaan bij Atalanta Bergamo, waar hij twee seizoenen onder contract stond. Hij maakte er zijn Serie A-debuut onder trainer Cesare Prandelli en kwam uiteindelijk tot acht competitieoptredens voor de club. Daarin maakte hij voldoende indruk om in juli 1994 op negentienjarige leeftijd te worden opgepikt door de Italiaanse grootmacht Juventus.

### Juventus
Tacchinardi was naar Turijn gehaald als back-up voor Paulo Sousa en Didier Deschamps, maar kwam tijdens zijn eerste seizoen al tot 38 wedstrijden onder de nieuwe coach Marcello Lippi. Daarmee leverde hij een substantiële bijdrage aan de behaalde Scudetto en de Coppa Italia. Ook werd de UEFA Cup nog bijna aan de prijzenkast toegevoegd, maar in de finale bleek Parma een maatje te groot.
In de daaropvolgende tien seizoenen bleef Tacchinardi van waarde voor het elftal en won hij vele prijzen met Juventus. Ook Lippis opvolger Carlo Ancelotti bleef hem opstellen en telkens paste Tacchinardi zijn spel aan aan dat van zijn medespelers. Tacchinardi stond bekend om zijn veelzijdigheid, waardoor hij regelmatig van positie wisselde binnen het veld. Zo speelde hij vaak als centrale verdediger, maar ook als vleugelverdediger. Het beste uit de verf kwam hij echter als centrale middenvelder. Op die positie vormde hij vooral een sterk duo met Edgar Davids en Antonio Conte.
Zijn beste seizoen bij de club was waarschijnlijk 2002/03, toen Juventus de Serie A won en de finale van de Champions League bereikte. Tacchinardi speelde bijna iedere wedstrijden en stond ook 120 minuten op het veld tijdens de finale, die uiteindelijk na strafschoppen werd verloren van AC Milan.
Tot 2005 speelde Tacchinardi meer dan 400 officiële wedstrijden voor de club, maar toen Patrick Vieira voor negentien miljoen euro overkwam van Arsenal zag hij zijn kansen op speeltijd snel afnemen. De nieuwe coach Fabio Capello besloot geen beroep meer op hem te doen en door het gebrek aan vertrouwen besloot Tacchinardi zich vanaf juli 2005 te laten verhuren aan Villarreal. Vele fans waren destijds teleurgesteld dat een clubicoon als Tacchinardi zo eenvoudig door Juventus aan de kant werd gezet.

### Villarreal
Bij Villarreal kwam Tacchinardi tijdens zijn eerste seizoen tot twintig competitieoptredens. Daarnaast vormde hij een belangrijk onderdeel van het elftal dat halve finales van de Champions League wist te bereiken. Trainer Manuel Pellegrini was tevreden met Tacchinardi, en omdat hij bij Villarreal meer uitzicht had op speeltijd, besloot de middenvelder in 2006 zijn verhuurtermijn, na toestemming van Juventus, met één seizoen te verlengen.
In 2007 kwam er na dertien seizoenen een einde aan de samenwerking tussen Tacchinardi en Juventus. De middenvelder liet zijn nog één jaar doorlopende contract ontbinden en tekende op 10 augustus transfervrij bij Brescia, dat uitkwam in de Serie B.

### Brescia
Bij Brescia speelde hij een seizoen, aangezien de club in 2008 zijn contract niet wilde verlengen. Tacchinardi ging toen nog wel op zoek naar een nieuwe club, maar toen hij deze niet vond besloot hij een punt achter zijn carrière te zetten.

## Interlandloopbaan
Tacchinardi speelde van 1995 tot 2003 voor het Italiaanse elftal maar kwam daarin niet zo vaak in actie, wat vaak te wijten was aan blessures. Voor het nationale elftal kende hij niet dezelfde successen die hij op clubniveau regelmatig vierde. Zijn beste moment was het winnen van het EK onder 21 jaar in 1996, toen Italië gecoacht door Cesare Maldini Spanje versloeg in de finale.
| Interlands van Alessio Tacchinardi voor Italië | Interlands van Alessio Tacchinardi voor Italië | Interlands van Alessio Tacchinardi voor Italië | Interlands van Alessio Tacchinardi voor Italië | Interlands van Alessio Tacchinardi voor Italië | Interlands van Alessio Tacchinardi voor Italië |
| №                                              | Datum                                          | Wedstrijd                                      | Uitslag                                        | Competitie                                     | Goals                                          |
| ---------------------------------------------- | ---------------------------------------------- | ---------------------------------------------- | ---------------------------------------------- | ---------------------------------------------- | ---------------------------------------------- |
| 1                                              | 06.09.1995                                     | Italië – Slovenië                              | 1–0                                            | EK-kwalificatie                                |                                                |
| 2                                              | 23.02.2000                                     | Italië – Zweden                                | 1–0                                            | Oefeninterland                                 |                                                |
| 3                                              | 29.03.2000                                     | Spanje – Italië                                | 2–0                                            | Oefeninterland                                 |                                                |
| 4                                              | 28.02.2001                                     | Italië – Argentinië                            | 1–2                                            | Oefeninterland                                 |                                                |
| 5                                              | 24.03.2001                                     | Roemenië – Italië                              | 0–2                                            | WK-kwalificatie                                |                                                |
| 6                                              | 28.03.2001                                     | Italië – Litouwen                              | 4–0                                            | WK-kwalificatie                                |                                                |
| 7                                              | 25.04.2001                                     | Italië – Zuid-Afrika                           | 1–0                                            | Oefeninterland                                 |                                                |
| 8                                              | 02.06.2001                                     | Georgië – Italië                               | 1–2                                            | WK-kwalificatie                                |                                                |
| 9                                              | 01.09.2001                                     | Litouwen – Italië                              | 0–0                                            | WK-kwalificatie                                |                                                |
| 10                                             | 05.09.2001                                     | Italië – Marokko                               | 1–0                                            | Oefeninterland                                 |                                                |
| 11                                             | 17.04.2002                                     | Italië – Uruguay                               | 1–1                                            | Oefeninterland                                 |                                                |
| 12                                             | 20.08.2003                                     | Duitsland – Italië                             | 0–1                                            | Oefeninterland                                 |                                                |
| 13                                             | 10.09.2003                                     | Servië en Montenegro – Italië                  | 1–1                                            | EK-kwalificatie                                |                                                |

## Erelijst
Met Juventus:
- Serie A: 1994/95, 1996/97, 1997/98, 2001/02, 2002/03, 2004/05
- Coppa Italia: 1994/95
- Supercoppa: 1995, 1997, 2002, 2003
- Champions League: 1995/96
- Europese Supercup: 1996
- Wereldbeker: 1996

Met Jong Italië:
- Europees kampioen onder 21: 1996